# Дейл Йоргенсон
Дейл Уелд Йоргенсон (англ. Dale Weldeau Jorgenson МФА [deɪl ˈweldəu ˈʤɔrgəns(ə)n]; 7 травня 1933, Бозмен, США — 8 червня 2022) — американський економіст.
Член Національної академії наук США (1978).

## Біографія
Бакалавр коледжу Рід (1955), магістр (1957) і доктор філософії (1959) Гарвардського університету. Працював у Каліфорнійському (кампус в Берклі, 1959-69) і Гарвардському (з 1969) університетах. Нагороджений медаллю Дж. Б. Кларка (1971). Лауреат премій Джона Коммонса (1983) і Адама Сміта (2005). Президент Економетричного товариства (1987) і Американської економічної спілки (2000).

## Основні праці
- «Теорія капіталу та інвестиційна поведінка» (Capital Theory and Investment Behavior, 1963);
- «Повоєнний економічне зростання Сполучених Штатів» (Postwar US Economic Growth, 1995);
- «Економетрична модель загальної рівноваги» (Econometric General Equilibrium Modeling, 1998).